# Comité européen de normalisation bancaire
Le Comité Européen de Normalisation Bancaire (CENB) (en anglais : European Committee for Banking Standards) a été fondé en décembre 1992 par la Fédération bancaire de l'Union européenne pour améliorer l'infrastructure bancaire technique européen en élaborant des normes. En 2006, ses fonctions ont été reprises par le Conseil européen des paiements et le comité a été dissous,.
Son site web est désormais maintenu par un groupe indépendant the European Banking Resources.